# ژیمناستیک در المپیک تابستانی ۱۹۱۲
ژیمناستیک در بازی‌های المپیک تابستانی ۱۹۱۲ نام رویداد ورزش ژیمناستیک در بازی‌های المپیک تابستانی بود که در سال ۱۹۱۲ برگزار شد.

## نتایج
| رویداد                   | طلا | نقره | برنز |
| انفرادی تمام اسباب مردان | البرتو براگلیا · ایتالیا | لوئیس سگورا · فرانسه | آدولفو تونسی · ایتالیا |
| تیمی تمام اسباب مردان    | ایتالیا (ITA) · پیترو بیانکی · گوییدو بونی · البرتو براگلیا · جوزپه دومنیکلی · کارلو فرگوسی · آلفردو گولینی · فرانچسکو لوی · لوئیجی مایوکو · جووانی مانجانته · لورزنو مانجانته · سرافینو ماتزاروکی · گوییدو رومانو · پائولو سالوی · لوچانو ساوورینی · آدولفو تونسی · جورجو زامپوری · آمبرتو زانولینی · آنجلو زورتزی                                                                                     | مجارستان (HUN) · یوژف بیتنبیندر · امره ارودی · سامو فوتی · ایمره گلرت · گیوزو هابرفلد · اوتو هلمیش · ایستوان هرسگ · یوژف کرستشی · لایوش کمتیو · یانوش کریزمانیش · المر پاستی · آرپاد پدری · ینو ریتیش · فرنس سوچ · اودون تری · گزا تولی | بریتانیای کبیر (GBR) · آلبرت پتس · ویلیام کاوهیگ · سیدنی کراس · هری دیکاسون · هربرت دروری · برنارد فرانکلین · لئونارد هانسون · ساموئل هودگتس · چارلز لوک · ویلیام مک‌کون · رونالد مک‌لین · آلفرد مسنجر · هنری اوبرهولزر · ادوارد پپر · ادوارد پوتس · رجینالد پوتس · جورج روس · چارلز سیمونز · آرتور ساوترن · ویلیام توت · چارلز ویگورس · ساموئل واکر · جان ویتاکر |
| تیمی مردان، سیستم آزاد   | نروژ (NOR) · یساک آبراهامسن · هانس بیر · هارتمن بیرونسن · آلفرد انگلسن · بیارن یوهنسن · سیگرود یورگنسن · کنود لئونارد کنودسن · آلف لی · رالف لی · تور لوند · پتر مارتینسن · پر ماتیاسن · یاکوب اوپدال · نیلس اوپدال · بیارن پترشن · فریتیوف سلن · اوستاین شیرمر · گئورگ سلنیوس · سیگوارد سیورتسن · روبرت شورنشن · اینار استروم · گابریل تورشتنسن · توماش تورشتنسن · نیلس ووس                            | فنلاند (FIN) · کارلو اخولم · اینو فروستروم · ارو هیوارینن · میکو هیوارینن · تاونو ایلمونیمی · ایلماری کینانن · یالماری کیونهیمو · کارل لوند · آرنه پلکونن · ایلماری پارنایا · آروید ریماند · اینو ساستاموینن · آرنه سالووارا · هیکی سامالاهتی · هانس سیرولا · کلاوس سوملا · لاوری تانر · واینو تیری · کارلو واهاماکی · کارلو واساما | دانمارک (DEN) · اکسل آندرسن · هیالمارت اندرسن · هلوو بیئک · ویلهلم گریملمن · آروور هانسن · کریستیان هانسن · آگه ماریوس هانسن · چارلز ینسن · هیالمار پیتر یوهانسن · پل یورگنسن · کارل کربس · ویگو مادسن · لوکاس نیلسن · ریکارد نوردستروم · استین اولسن · اولوف اولسون · کارل پدرسن · اولوف پیدرسن · نیلس پیترسن · کریستین اسوندسن                                |
| تیمی مردان، سیستم سوئدی  | سوئد (SWE) · پر برتیلسون · کارل-ارنفرید کارلبری · نیلس گرانفلت · کورت هارتزل · اوسوالد هولمبری · آندرش هیلاندر · اکسل یانس · بو کولبری · اسون لاندبری · پر نیلسون · بنک نورلیوس · اکسل نورلین · دنیل نورلینی · اسون روسن · نیلس سیلفورسکیولد · کارل سیلفورشتراند · یون سورنسون · اینوه استیرنسپتز · کارل-اریک اسونسون · کارل یوهان اسونسون · کنوت تورل · ادوارد ونرهولم · کلاس-اکسل ورشال · دیوید ویمان | دانمارک (DEN) · پیتر اندرسن · ولدما بوگیل · سوئن پیتر کریستنسن · اینول اریکسن · جرج فلگه · توکیل گب · هنس تریه هنسن · یوهانس هنسن · راسموس هنسن · ینس کریستین ینسن · سوئن الفره ینسن · کارل کرک · ینس کیئگگا · اولاف کیمس · کارل لارسن · ینس لائورسن · ماریوس لیفه · پل مارک · اینا اولسن · هانس پدرسن · هنس ایله پیدرسن · اولاف پیدرسن · پیده لارسن پیدرسن · یوئن راون · اکسل سوئنسن · مارتین تاو · سوئن توآبو · کریستن ودگا · یوهانس وینده | نروژ (NOR) · آرتور آموندسن · یورگن آندرسن · تریگوه بویسن · گئورگ بروستاد · کونراد کریستنسن · اسکار انگلستاد · ماریوس اریکسن · اکسل هنری هانسن · پیتر هول · اوشین اینبرتسن · اولاف اینبرتسن · اولاف یاکوبسن · ارلینگ ینسن · تور ینسن · فریتیوف اولسن · اسکار اولستاد · ادوین پائولسن · کارل آلفرد پدرشن · پل پدرسن · رولف روباخ · سیگور اسبای · تورلیف تورکیدلسن |

## جدول مدال‌ها
| رتبه | کشور                 | طلا | نقره | برنز | مجموع |
| ۱    | ایتالیا (ITA)        | ۲   | ۰    | ۱    | ۳     |
| ۲    | نروژ (NOR)           | ۱   | ۰    | ۱    | ۲     |
| ۳    | سوئد (SWE)           | ۱   | ۰    | ۰    | ۱     |
| ۴    | دانمارک (DEN)        | ۰   | ۱    | ۱    | ۲     |
| ۵    | فنلاند (FIN)         | ۰   | ۱    | ۰    | ۱     |
| ۵    | فرانسه (FRA)         | ۰   | ۱    | ۰    | ۱     |
| ۵    | مجارستان (HUN)       | ۰   | ۱    | ۰    | ۱     |
| ۸    | بریتانیای کبیر (GBR) | ۰   | ۰    | ۱    | ۱     |

## کشورهای شرکت کننده
۲۴۹ ورزشکار از ۱۲ کشور به رقابت با یک دیگر پرداختند.
- بوهم (۱)
- دانمارک (۴۹)
- فنلاند (۲۴)
- فرانسه (۶)
- بریتانیای کبیر (۲۳)
- آلمان (۱۸)
- مجارستان (۱۷)
- ایتالیا (۱۸)
- لوکزامبورگ (۱۹)
- نروژ (۴۶)
- روسیه (۴)
- سوئد (۲۴)